# Gorges d'Imbros

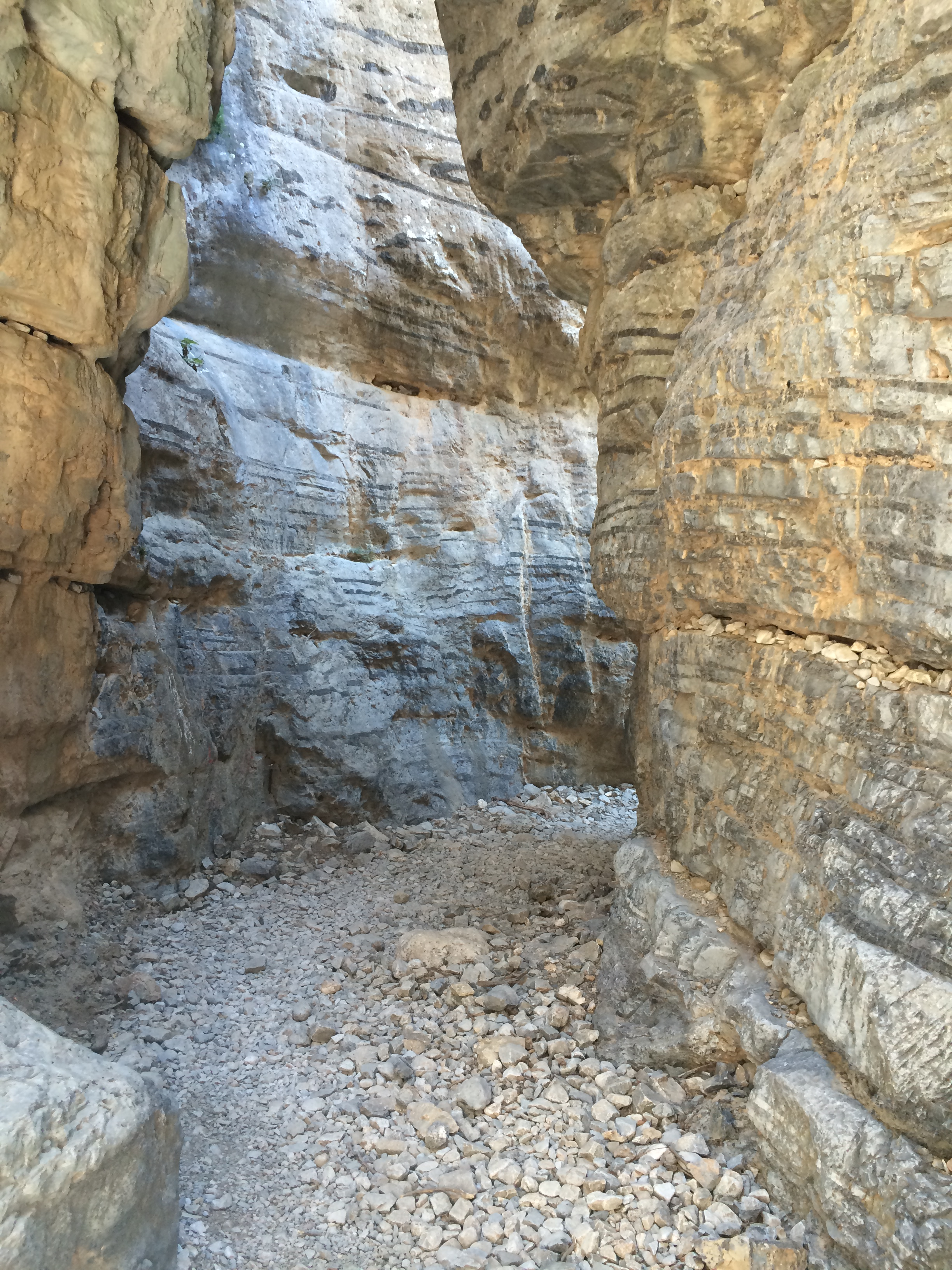

Les gorges d'Imbros (grec moderne : Φαράγγι Ίμπρου, Faragi Imbrou) sont un canyon de 11 km de long situé à proximité d'Hora Sfakion en Crète méridionale en mer Méditerranée. La gorge est parallèle aux gorges de Samaria, qui se trouvent plus à l'ouest. Son passage le plus étroit n'est large que de 1,6 mètre. Elle aboutissent au village de Komitádes (8 km de longueur et 650 m de dénivelée). Le village d'Imbros (ou Nimbros) se trouve à une altitude 780 mètres et se trouve à l'aval de la plaine fertile d'Askyphou.
Le chemin muletier des gorges d'Imbros fut la seule connexion entre La Canée et Hora Sfakion avant que ne soit construite la route goudronnée. Des restes de ce chemin peuvent toujours être observés. Comme à Samaria, les gorges servirent à l'évacuation de plusieurs milliers de soldats britanniques lors de l'invasion de la Crète par l'Allemagne nazie en 1941.

## Légende
Selon la légende, deux frères furent bannis de l'île d'Imbros (aujourd'hui Gökçeada en Turquie) et fondèrent en Crète un village du même nom.

## Randonnée
- Facile d'accès, la promenade ne nécessite pas l'intervention d'un guide de montagne.
- De par le faible temps de parcours, le site est accessible au plus grand nombre.
- Le site est accessible pendant presque toute l'année, sauf en cas de précipitations majeures.
- Pour ceux qui viennent à Imbros avec leur propre véhicule, ils peuvent le laisser à proximité de l'entrée, et soit y aller pour revenir en taxi de Kommitádes, soit y aller en taxi pour refaire la randonnée en sens inverse.

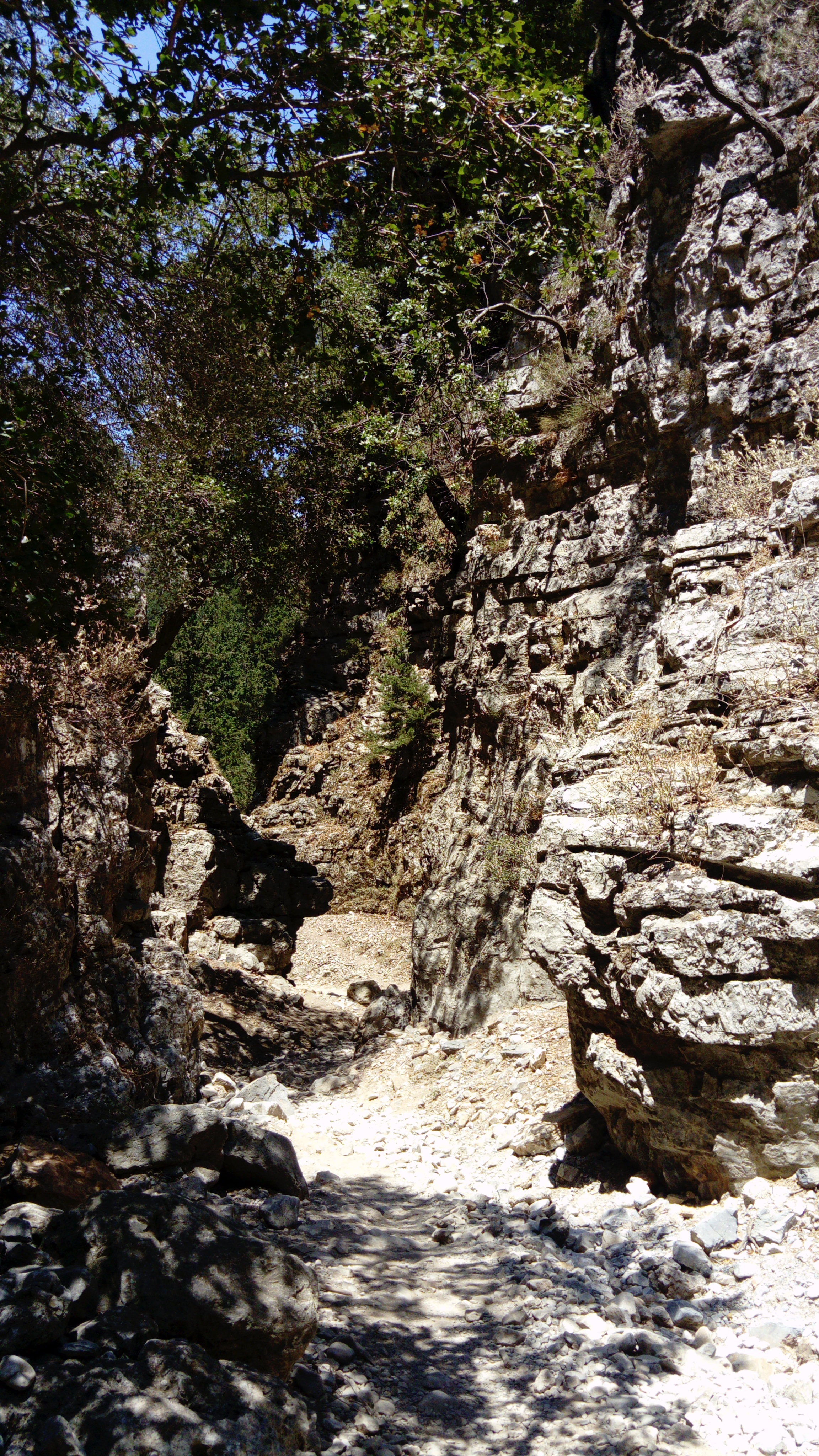
Passage dans les gorges d'Imbros.

- Passage dans les gorges d'Imbros.La longueur et le dénivelé en descente est d'environ 8 km et 650 m, soit environ la moitié des gorges de Samariá voisines. Mais les gorges de Samariá se pratiquent via des éboulis surplombant le lit de la rivière, alors que l'on emprunte plutôt le lit asséché pour les gorges d'Imbros. La promenade reste cependant ardue, et difficile pour des personnes peu habituées à la marche ou sommairement équipées.

## Galerie

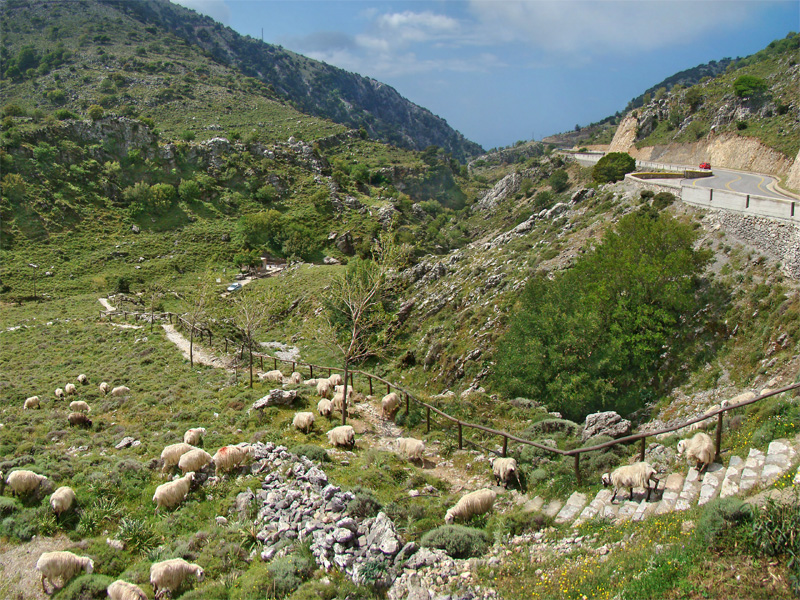
Entrée du site.
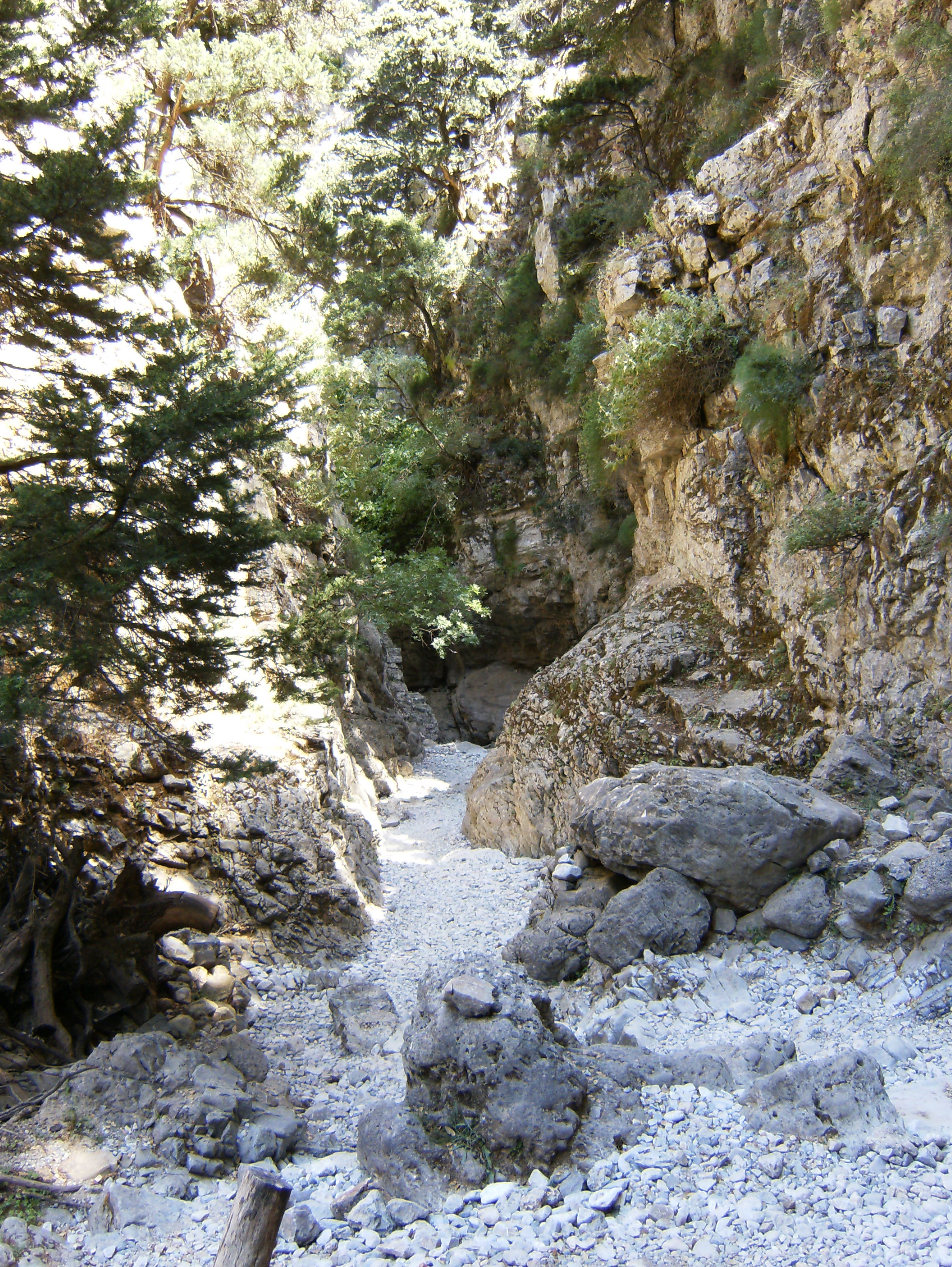
Parcours.
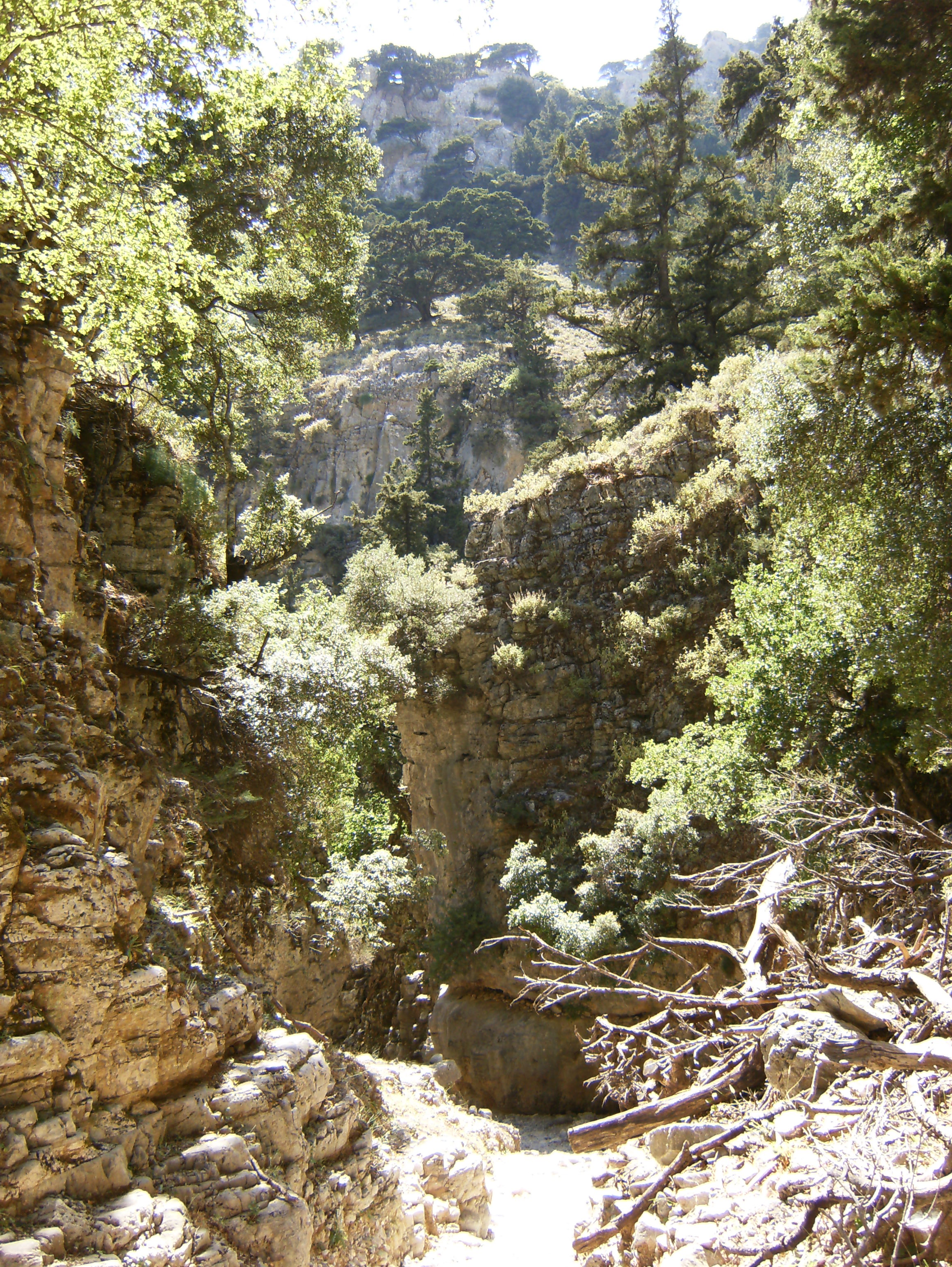
Parcours.
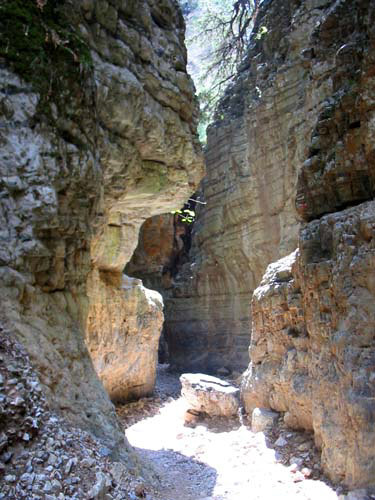
Parcours.
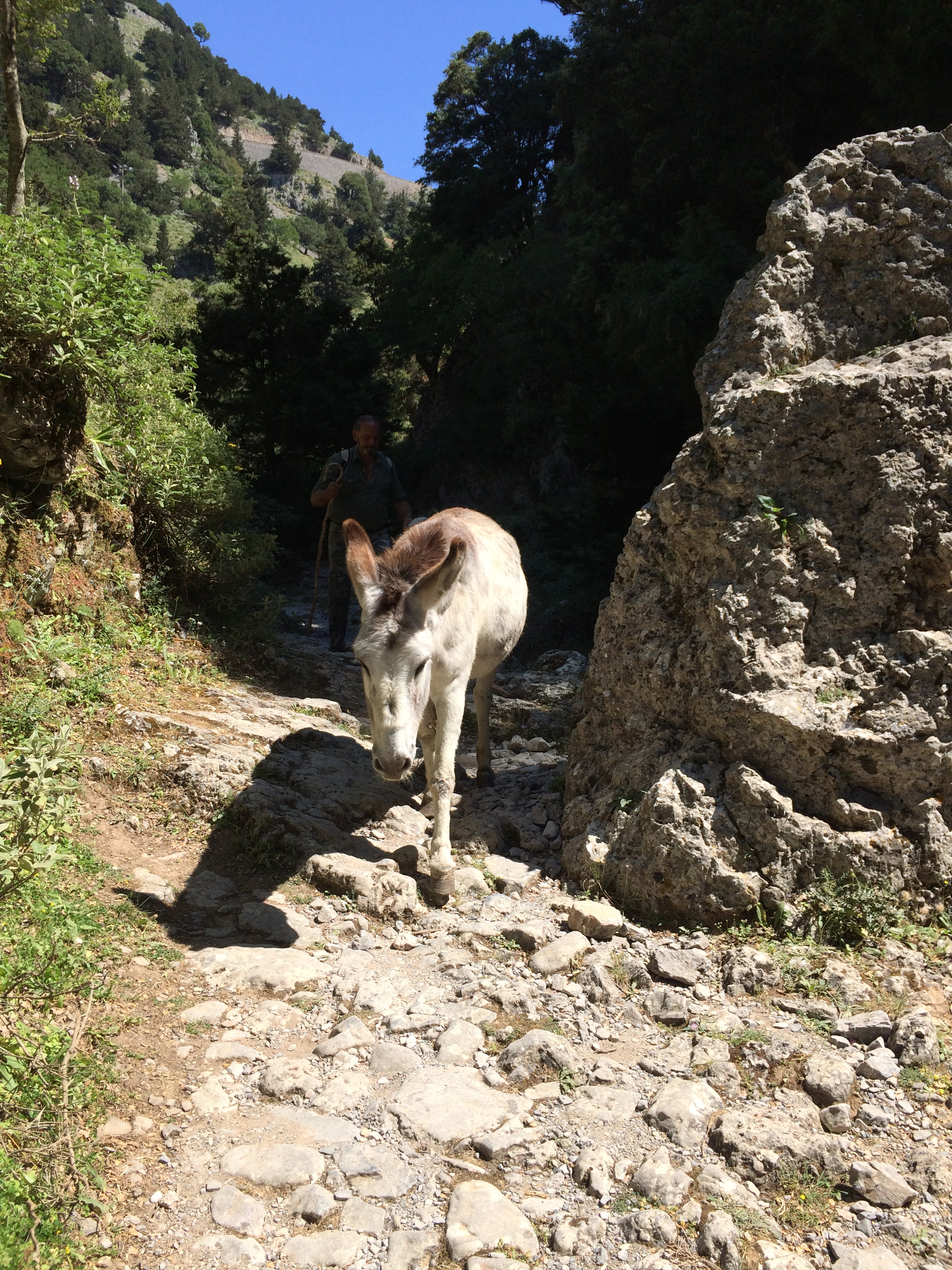
Mule sur le parcours.